# Winton W. Marshall
Winton Whittier Marshall (9 tháng 7 năm 1919 – 19 tháng 9 năm 2015) là một trung tướng Không quân Hoa Kỳ và là phi công ách. Ông là phó tổng tư lệnh, Bộ Tư lệnh Chiến đấu Hoa Kỳ, sở chỉ huy tại Căn cứ Không quân MacDill ở Florida trước khi giải ngũ vào năm 1977.

## Đầu đời
Winton Whittier Marshall sinh ngày 6 tháng 7 năm 1919 tại Detroit, Michigan.

## Binh nghiệp
Marshall bắt đầu sự nghiệp quân sự khi là học viên trường sĩ quan hàng không vào năm 1942. Ông hoàn thành huấn luyện bay tại Căn cứ Không quân Lục quân Yuma ở Arizona, và nhận phù hiệu phi công và được sắc phong hàm thiếu úy vào tháng 4 năm 1943. Được phân công đến Không trường Lục quân Las Vegas ở Nevada, ông ban đầu là phi công của Liên đoàn Huấn luyện Pháo binh Chiến đấu số 326 trước khi trở thành trưởng ban huấn luyện Bell P-39 Airacobra. Vào tháng 2 năm 1945, ông đến Vùng kênh đào Panama khi là phi công của Phi đoàn Chiến đấu số 28 và là sĩ quan tác chiến của Phi đoàn Chiến đấu số 32, sau này là Phi đoàn Chiến đấu số 23, Liên đoàn Tác chiến số 36.
Vào tháng 7 năm 1947, ông được chuyển đến Không trường Dow, Maine, làm sĩ quan tác chiến của Phi đoàn Chiến đấu số 48, Liên đoàn Chiến đấu số 14, phi đoàn đầu tiên được trang bị F-84 Thunderjet, và tham gia khóa thử nghiệm F-84 tại Căn cứ Không quân Edwards ở California.
Marshall vào Trung tâm Chiến thuật Không lực Lục quân tại Căn cứ Không quân Tyndall ở Florida vào tháng 8 năm 1948 và bốn tháng sau trở thành sĩ quan tác chiến của Phi đoàn Chiến đấu số 84 tại Căn cứ Không quân Hamilton ở California.

### Chiến tranh Triều Tiên

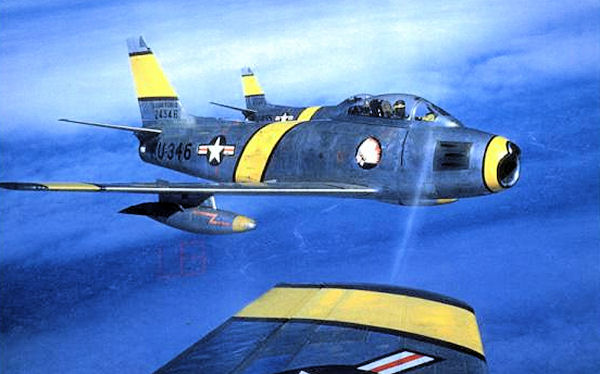
North American F-86F Sabres trên bầu trời Triều Tiên

Vào tháng 5 năm 1951, Marshall được bổ nhiệm trở thành tư lệnh Phi đoàn Chiến đấu số 335 trong Chiến tranh Triều Tiên. Đóng quân tại Căn cứ Không quân Kimpo ở Hàn Quốc, ông thực hiện các nhiệm vụ trên chiếc F-86 Sabre. Marshall lần lượt bắn hạ chiếc MiG-15 đầu tiên và thứ hai vào ngày 1 và 2 tháng 9 năm 1951 trên bầu trời Sinanju.
Marshall bắn hạ thêm hai chiếc MiG-15, trong đó một chiếc là chiến công chung, vào ngày 28 tháng 11. Một trong những máy bay tiêm kích này do German Shatalov, một phi công ách của Liên Xô với 5 chiến công trên không bắn hạ máy bay Mỹ. Vào ngày 30 tháng 11 năm 1951, Phi đoàn Chiến đấu số 335 và các phi đoàn khác trong Không đoàn Chiến đấu số 4 đã chặn một đội hình trên không của Không quân Quân Giải phóng Nhân dân Trung Quốc gồm 9 máy bay ném bom Tupolev Tu-2 và 16 chiếc Lavochkin La-11 đang cố gắng không kích vào đảo Cho'do. Marshall bắn hạ một chiếc Tu-2 và một chiếc La-11, lập chiến công thứ tư và thứ năm và được trao huy hiệu phi công ách. Trong lúc ông cố gắng bắn một chiếc La-11 khác do phi công người Trung Quốc Vương Thiên Bảo điều khiển, Marshall bắn quá đà khi chiếc La-11 rẽ mạnh sang trái, kết quả chiếc La-11 thực hiện một phát súng chệch hướng dài trúng cánh trái của chiếc F-86 của Marshall. Vương thấy chiếc F-86 xoay tròn rồi rơi xuống và khẳng định phá hủy chiếc F-86 sau khi ông quay trở lại căn cứ ở Đông Bắc Trung Quốc. Dù vậy, Marshall cố gắng lấy lại ý thức và kiểm soát chiếc F-86 đang xoay tròn. Ông điều khiển chiếc máy bay bị hỏng đến Căn cứ Không quân Suwon, tại đây chiếc máy bay được sửa chữa và 
chữa trị vết thương cho Marshall. Vì sự dũng cảm của mình trong trận không chiến ngày 30 tháng 11, ông được trao Ngôi sao Bạc.
Sau khi bình phục, Marshall tiếp tục thực hiện các nhiệm vụ chiến đấu. Ông bắn hạ chiếc MiG-15 thứ tư và nâng tổng chiến công thứ sáu vào ngày 5 tháng 12 năm 1951. Marshall trở thành phi công máy bay phản lực thứ năm trong Chiến tranh Triều Tiên, được công nhận đã bắn phá hủy 6 1/2 máy bay quân địch, bảy chiếc có khả năng xảy ra và sáu chiếc bị hư hại, trong khi thực hiện 100 nhiệm vụ. Vào tháng 1 năm 1952, ông trở về Hoa Kỳ chỉ huy Phi đoàn Máy bay tiêm kích đánh chặn số 93 tại Căn cứ Không quân Kirtland ở New Mexico.

### Hậu chiến

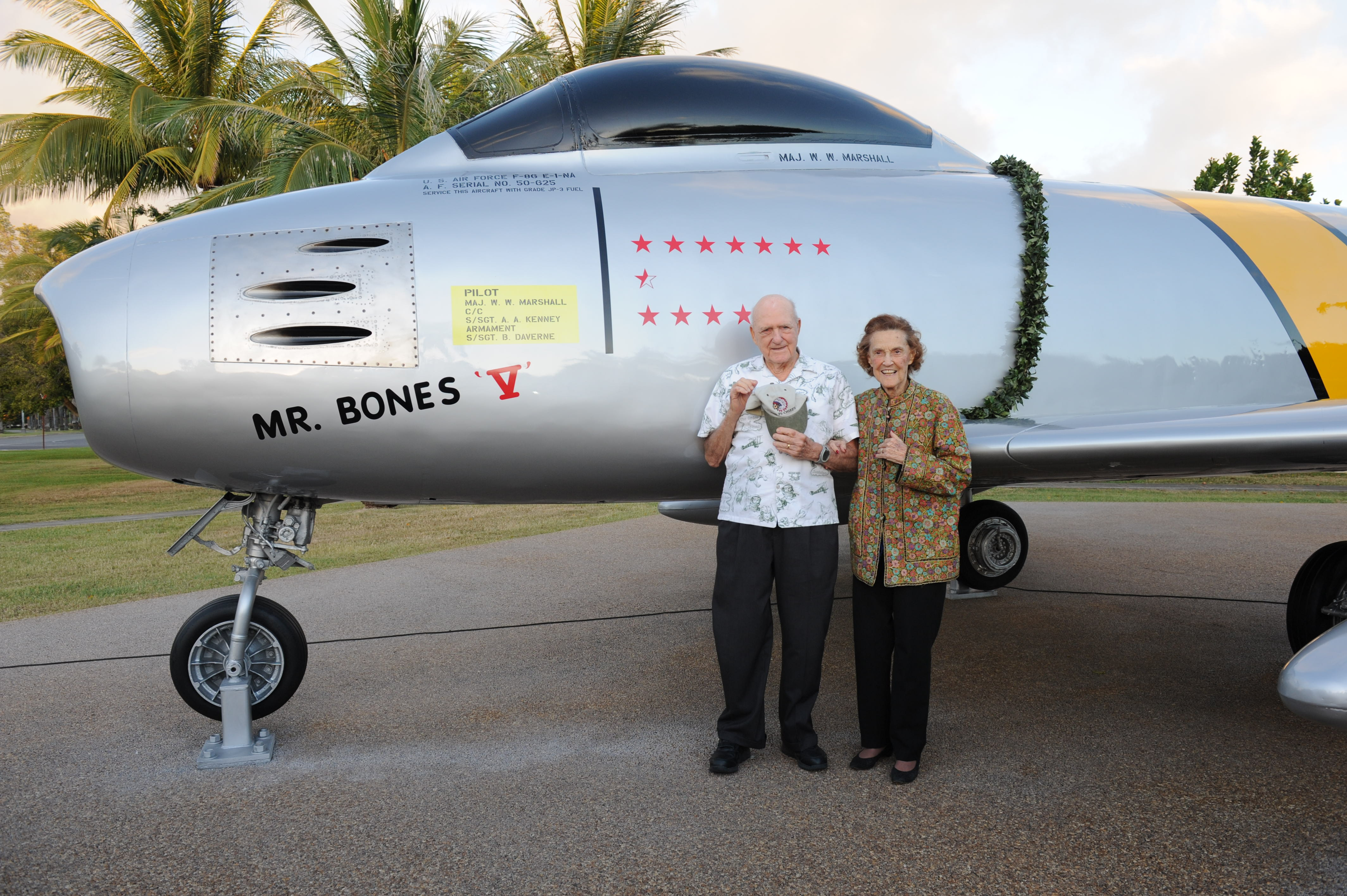
Marshall và vợ đứng cạnh chiếc F-86 vào năm 2011.

Marshall được bổ nhiệm trở thành tư lệnh Phi đoàn Tiêm kích Đánh chặn số 15 tại Căn cứ Không quân Davis–Monthan ở Arizona vào tháng 7 năm 1953. Tại đây, Marshall được công nhận khi thổi tắt một máy bay ném bom B-47 của Bộ Tư lệnh Không quân Chiến lược đang bốc cháy ở cuối đường băng. Vì không va chạm hay thiết bị chữa cháy và phi hành đoàn thoát ra, ông lái chiếc F-86 của mình đến chiếc máy bay đang bốc cháy và thổi tắt đám cháy bằng ống xả máy bay phản lực. Vì việc này, Marshall được bổ nhiệm vào Đoàn Cảnh báo của Bộ Tư lệnh Không quân Chiến lược. Ông đã bay trong cuộc đua hàng không xuyên lục địa Bendix năm 1953 và là trưởng phi hành đoàn Đội Lực lượng Phòng không Trung ương của Bộ Tư lệnh Phòng không năm 1953 và 1954.
Tháng 7 năm 1954, Marshall trở thành trưởng Ban Đánh giá Chiến thuật của Lực lượng Phòng không Trung ương tại Căn cứ Không quân Richards-Gebaur ở Missouri, ông thiết lập hệ thống đánh giá chiến thuật đầu tiên trong Bộ Tư lệnh Phòng không; phát triển hệ thống nhằm vào cuộn dây kéo hoạt động bằng sức gió đầu tiên; và đứng đầu một nhóm kỹ thuật viên quân sự và dân sự mở rộng khả năng tìm kiếm radar (sau đó là Marshall fix) của máy bay tiêm kích đánh chặn từ 30 đến 200 dặm (50 đến 300 km). Năm 1957, ông là trưởng Đội đua Bendix Trophy của Lực lượng Phòng không Trung ương điều khiển chiếc F-102 Delta Dagger, đội của ông đứng vị trí thứ nhất và thứ hai.
Marshall vào Học viện Chiến tranh Không quân tại Căn cứ Không quân Maxwell ở Alabama, vào năm 1958, và khi tốt nghiệp được phân công vào Không đoàn số 49 ở Pháp với tư cách là phó tư lệnh về tác chiến. Không đoàn được chuyển đến Spangdahlem, Tây Đức, ông đóng vai trò quan trọng trong việc đưa hệ thống hạ cánh phát ánh sáng đầu tiên vào một căn cứ quân sự đang hoạt động ở Châu Âu. Marshall đảm nhận cương vị chỉ huy Khu vực Phòng thủ Đồng minh của NATO trong Sư đoàn Không quân số 86 tại Căn cứ Không quân Ramstein ở Tây Đức vào tháng 1 năm 1961. Tại đây, ông được công nhận là người có công phát triển vòng hở mạng lưới thông tin liên lạc phòng không chiến đấu cung cấp thông tin liên lạc trực tiếp hệ thống phản ứng để đối phó với mối đe dọa MiG của Đông Đức và Tiệp Khắc. Ông còn đóng vai trò chủ chốt trong việc lập trình và lắp đặt Hệ thống phòng không tự động 412-L liên kết Sư đoàn không quân 86 và hệ thống tên lửa đất đối không của Lục quân Hoa Kỳ. Ông đến Sở chỉ huy Không quân Hoa Kỳ ở Lầu Năm Góc tại Washington, D.C., vào tháng 6 năm 1964, để phục vụ trong Tổng cục Tác chiến với chức vụ liên tiếp là phó trưởng và trưởng Sư đoàn Phòng không, rồi phó viên trưởng các lực lượng. Từ tháng 6 năm 1966 đến tháng 7 năm 1967, ông phục vụ trong Hội đồng Tham mưu trưởng Liên quân Hoa Kỳ với tư cách là phó viên trưởng tác chiến, J-3 tại Trung tâm Chỉ huy Quân sự Quốc gia, và Sư đoàn Châu Âu, Tổng cục Kế hoạch, J-5.
Vào tháng 5 năm 1968, Marshall được bổ nhiệm giữ chức tham mưu trưởng Không quân Đồng minh Nam Âu tại Napoli, Ý, đến tháng 9 năm 1969 trở thành viên trưởng kế hoạch của J-5, Bộ Tư lệnh Châu Âu Hoa Kỳ, tại Vaihingen, Tây Đức. Trong Chiến tranh Việt Nam, ông được bổ nhiệm trở thành phó tư lệnh Không quân thứ 7 tại Căn cứ không quân Tân Sơn Nhất thời Việt Nam Cộng hòa vào tháng 9 năm 1971. Vào thời điểm này, ông thực hiện 88 nhiệm vụ chiến đấu trên nhiều loại máy bay tiêm kích và cường kích. Tháng 9 năm sau, ông chuyển đến Sở chỉ huy Không quân Thái Bình Dương tại Căn cứ Không quân Hickam ở Hawaii, giữ chức phó tham mưu trưởng, kế hoạch và tác chiến.
Marshall được thăng quân hàm trung tướng có hiệu lực từ ngày 1 tháng 9 năm 1974. Ông được bổ nhiệm giữ chức phó tổng tư lệnh Không quân Thái Bình Dương vào tháng 9 năm 1974. Nhiệm vụ cuối cùng của ông là Phó tổng tư lệnh thuộc Bộ Tư lệnh Sẵn sàng Hoa Kỳ tại Căn cứ Không quân MacDill ở Florida, từ tháng 6 năm 1975 cho đến khi giải ngũ vào ngày 1 tháng 9 năm 1977.

## Qua đời
Marshall qua đời tại Trung tâm Y tế Lục quân Tripler ở Hawaii, vào ngày 19 tháng 9 năm 2015. Ông được an táng tại Nghĩa trang quốc gia Arlington.

## Huy chương
Các huy chương quân sự của ông bao gồm Huy chương Phục vụ Xuất sắc Không quân với cụm lá sồi; Ngôi sao Bạc; Legion of Merit với ba cụm lá sồi; Huy chương Chữ thập Xuất sắc với hai cụm lá sồi; Huân chương Ngôi sao Đồng; Huy chương Không quân với năm cụm lá sồi; Trái tim Tím; của Hàn Quốc: Huân chương Quân công, Huân chương Chungmu sao vàng và Huy chương Bảo quốc; và từ Việt Nam Cộng hòa: Bảo quốc Huân chương hạng 5, và Anh Dũng Bội Tinh với nhành dương liễu.
|                                                                             |                                                   |                                                                             |  |
| Bronze oak leaf cluster                                                     |                                                   |                                                                             |  |
| Bronze oak leaf cluster · Bronze oak leaf cluster · Bronze oak leaf cluster | Bronze oak leaf cluster · Bronze oak leaf cluster |                                                                             |  |
|                                                                             | Silver oak leaf cluster                           | Bronze oak leaf cluster                                                     |  |
|                                                                             |                                                   | Bronze star                                                                 |  |
| Bronze star · Bronze star · Bronze star                                     | Bronze star · Bronze star · Bronze star           | Silver oak leaf cluster · Bronze oak leaf cluster · Bronze oak leaf cluster |  |
|                                                                             | Gold star                                         |                                                                             |  |
|                                                                             |                                                   |                                                                             |  |
|                                                                             |                                                   |                                                                             |  |

| Phi công chỉ huy                                            |                                                             |                                                             |                                                             |                                                                 |                                                                 |                                                                 |                                                                 |                                                                                      |                                                                                      |                                                                                      |                                                                                      |
| Huy chương Phục vụ Xuất sắc cùng cụm lá sồi đồng            | Huy chương Phục vụ Xuất sắc cùng cụm lá sồi đồng            | Huy chương Phục vụ Xuất sắc cùng cụm lá sồi đồng            | Huy chương Phục vụ Xuất sắc cùng cụm lá sồi đồng            | Huy chương Phục vụ Xuất sắc cùng cụm lá sồi đồng                | Huy chương Phục vụ Xuất sắc cùng cụm lá sồi đồng                | Ngôi sao Bạc                                                    | Ngôi sao Bạc                                                    | Ngôi sao Bạc                                                                         | Ngôi sao Bạc                                                                         | Ngôi sao Bạc                                                                         | Ngôi sao Bạc                                                                         |
| Legion of Merit cùng 3 cụm lá sồi đồng                      | Legion of Merit cùng 3 cụm lá sồi đồng                      | Legion of Merit cùng 3 cụm lá sồi đồng                      | Legion of Merit cùng 3 cụm lá sồi đồng                      | Huy chương Chữ thập Xuất sắc cùng 2 cụm lá sồi đồng             | Huy chương Chữ thập Xuất sắc cùng 2 cụm lá sồi đồng             | Huy chương Chữ thập Xuất sắc cùng 2 cụm lá sồi đồng             | Huy chương Chữ thập Xuất sắc cùng 2 cụm lá sồi đồng             | Huy chương Ngôi sao Đồng                                                             | Huy chương Ngôi sao Đồng                                                             | Huy chương Ngôi sao Đồng                                                             | Huy chương Ngôi sao Đồng                                                             |
| Trái tim Tím                                                | Trái tim Tím                                                | Trái tim Tím                                                | Trái tim Tím                                                | Huy chương Không quân cùng cụm lá sồi bạc                       | Huy chương Không quân cùng cụm lá sồi bạc                       | Huy chương Không quân cùng cụm lá sồi bạc                       | Huy chương Không quân cùng cụm lá sồi bạc                       | Huy chương Đơn vị Tổng thống cùng cụm lá sồi đồng                                    | Huy chương Đơn vị Tổng thống cùng cụm lá sồi đồng                                    | Huy chương Đơn vị Tổng thống cùng cụm lá sồi đồng                                    | Huy chương Đơn vị Tổng thống cùng cụm lá sồi đồng                                    |
| Huy chương Chiến dịch Mỹ                                    | Huy chương Chiến dịch Mỹ                                    | Huy chương Chiến dịch Mỹ                                    | Huy chương Chiến dịch Mỹ                                    | Huy chương Chiến công Thế chiến II                              | Huy chương Chiến công Thế chiến II                              | Huy chương Chiến công Thế chiến II                              | Huy chương Chiến công Thế chiến II                              | Huy chương Phục vụ Quốc phòng cùng ngôi sao phục vụ                                  | Huy chương Phục vụ Quốc phòng cùng ngôi sao phục vụ                                  | Huy chương Phục vụ Quốc phòng cùng ngôi sao phục vụ                                  | Huy chương Phục vụ Quốc phòng cùng ngôi sao phục vụ                                  |
| Huy chương Phục vụ Hàn Quốc cùng 3 ngôi sao chiến dịch đồng | Huy chương Phục vụ Hàn Quốc cùng 3 ngôi sao chiến dịch đồng | Huy chương Phục vụ Hàn Quốc cùng 3 ngôi sao chiến dịch đồng | Huy chương Phục vụ Hàn Quốc cùng 3 ngôi sao chiến dịch đồng | Huy chương Phục vụ Việt Nam cùng 3 ngôi sao chiến dịch đồng     | Huy chương Phục vụ Việt Nam cùng 3 ngôi sao chiến dịch đồng     | Huy chương Phục vụ Việt Nam cùng 3 ngôi sao chiến dịch đồng     | Huy chương Phục vụ Việt Nam cùng 3 ngôi sao chiến dịch đồng     | Huy chương Phục vụ Tuổi thọ Hàng không và Không gian cùng 1 cụm lá sồi bạc và 2 đồng | Huy chương Phục vụ Tuổi thọ Hàng không và Không gian cùng 1 cụm lá sồi bạc và 2 đồng | Huy chương Phục vụ Tuổi thọ Hàng không và Không gian cùng 1 cụm lá sồi bạc và 2 đồng | Huy chương Phục vụ Tuổi thọ Hàng không và Không gian cùng 1 cụm lá sồi bạc và 2 đồng |
| Ruy băng thiện xạ                                           | Ruy băng thiện xạ                                           | Ruy băng thiện xạ                                           | Ruy băng thiện xạ                                           | Huân chương Quân công Hàn Quốc Huy chương Chungmu ngôi sao vàng | Huân chương Quân công Hàn Quốc Huy chương Chungmu ngôi sao vàng | Huân chương Quân công Hàn Quốc Huy chương Chungmu ngôi sao vàng | Huân chương Quân công Hàn Quốc Huy chương Chungmu ngôi sao vàng | Huân chương Bảo quốc Huy chương Tongil                                               | Huân chương Bảo quốc Huy chương Tongil                                               | Huân chương Bảo quốc Huy chương Tongil                                               | Huân chương Bảo quốc Huy chương Tongil                                               |
| Bảo quốc Huân chương                                        | Bảo quốc Huân chương                                        | Bảo quốc Huân chương                                        | Bảo quốc Huân chương                                        | Huy chương Đơn vị Tổng thống Hàn Quốc                           | Huy chương Đơn vị Tổng thống Hàn Quốc                           | Huy chương Đơn vị Tổng thống Hàn Quốc                           | Huy chương Đơn vị Tổng thống Hàn Quốc                           | Anh Dũng Bội Tinh                                                                    | Anh Dũng Bội Tinh                                                                    | Anh Dũng Bội Tinh                                                                    | Anh Dũng Bội Tinh                                                                    |
| Huân chương Phục vụ Liên Hợp Quốc Hàn Quốc                  | Huân chương Phục vụ Liên Hợp Quốc Hàn Quốc                  | Huân chương Phục vụ Liên Hợp Quốc Hàn Quốc                  | Huân chương Phục vụ Liên Hợp Quốc Hàn Quốc                  | Chiến dịch Bội tinh                                             | Chiến dịch Bội tinh                                             | Chiến dịch Bội tinh                                             | Chiến dịch Bội tinh                                             | Huy chương Phục vụ Chiến tranh Triều Tiên                                            | Huy chương Phục vụ Chiến tranh Triều Tiên                                            | Huy chương Phục vụ Chiến tranh Triều Tiên                                            | Huy chương Phục vụ Chiến tranh Triều Tiên                                            |

### Ngôi sao Bạc
Marshall, Winton W. Đại tá, Không quân Hoa Kỳ
Phi đoàn tiêm kích đánh chặn số 335,
Không đoàn tiêm kích đánh chặn số 4, Không quân số 5
Ngày hành động: 30 tháng 11 năm 1951
Trích dẫn:
Tổng thống Hoa Kỳ, được ủy quyền theo Đạo luật của Quốc hội ngày 9 tháng 7 năm 1918, vinh dự trao tặng Ngôi sao Bạc cho Đại tá Winton Whittier Marshall, Không quân Hoa Kỳ, vì lòng dũng cảm khi chiến đấu trong trận không chiến trên bầu trời Triều Tiên vào ngày 30 tháng 11 1951. Khi dẫn đầu một phi đoàn gồm 12 máy bay F-86 thuộc Phi đoàn Tiêm kích đánh chặn số 335, Không đoàn Tiêm kích đánh chặn số 4, Không quân thứ 5, trong một chuyến tuần tra chiến đấu trên không, ông thấy 9 máy bay ném bom TU-2 của quân địch đang tiến về phía nam trong khu vực Namsi-Dong, Triều Tiên, được hộ tống bởi số lượng lớn máy bay chiến đấu. Mặc dù nhận thấy lực lượng thiện chiến đông hơn nhiều và đối mặt với hỏa lực pháo dữ dội và chính xác, Đại tá Marshall thể hiện lòng dũng cảm và kỹ năng chiến thuật xuất sắc khi dẫn đầu phi đoàn tấn công tức thời và quyết liệt vào máy bay ném bom của quân địch. Ông ấy bình tĩnh và dàn quân lực lượng một cách khéo léo để đạt được lợi thế chiến thuật tối đa và sau đó dẫn họ vào cuộc tấn công ban đầu, trong đó ông ấy bắn phá hủy một máy bay ném bom TU-2. Tập hợp lại lực lượng một cách thành thạo, ông triển khai các cuộc tấn công liên tiếp khiến quân địch không có cơ hội tổ chức lại. Ở lần vượt qua thứ ba, chiếc F-86 của ông bị hư hại nặng do hai phát đạn pháo trực tiếp của quân địch. Một phát trúng vào mép trước của cánh trái, đạn nổ ngay khu vực pin nhiên liệu. Quả đạn thứ hai phát nổ vào phần tựa đầu, phá hủy hoàn toàn buồng lái và làm hư chiếc dù. Ông bị nhiều vết thương trên mặt, đầu, cổ và lưng. Bị choáng váng do sức mạnh của vụ nổ thứ hai, ông kiểm soát chiếc máy bay của mình nhưng thấy bản thân bị tách rời khỏi chuyến bay. Mặc dù chảy nhiều máu và bị sốc nặng cũng như phải tiếp xúc với nhiệt độ thấp và bất chấp phản ứng chậm chạp của chiếc máy bay bị hư hỏng, ông ấy cùng đồng đội tham chiến, bất chấp tỷ lệ áp đảo. Hoàn toàn không màng đến sự an toàn của bản thân, Đại tá Marshall tiếp tục tiến hành cuộc tấn công, và nhờ khả năng lãnh đạo xuất sắc và tấm gương anh hùng, đội hình của quân địch hoàn toàn bị hỗn loạn. Khi sử dụng hết đạn dược và sắp hết nhiên liệu, ông ấy buộc phải dừng cuộc tấn công và quay trở lại căn cứ. Bất chấp vết thương và điều kiện bay bất lợi do mất vòm kính buồng lái, phức tạp hơn là ông ấy không có liên lạc vô tuyến hoặc la bàn vô tuyến do thiệt hại trong trận chiến, ông ấy hạ cánh một cách an toàn cùng chiếc F-86. Vào thời điểm thực hiện hành động này, Đại tá Marshall đã thực hiện tổng cộng 64 nhiệm vụ trong chiến dịch Triều Tiên. Sự dũng cảm và sự tận tụy trong nhiệm vụ của Đại tá Marshall thể hiện trong hành động thể hiện lòng dũng cảm cá nhân cao độ này đã phản ánh công lao to lớn đối với ông ấy, Không quân Viễn Đông và Không quân Hoa Kỳ.